# Thalassodes ricinaria
Thalassodes ricinaria är en fjärilsart som beskrevs av Achille Guenée 1862. Thalassodes ricinaria ingår i släktet Thalassodes och familjen mätare. Inga underarter finns listade i Catalogue of Life.